# Canto pe' cantà... i miei successi
Canto pe' cantà... i miei successi è un album di Enzo di Domenico, pubblicato nel 1976. In questo album, Enzo di Domenico incide una serie di successi scritti da lui per altri interpreti.

## Tracce
Lato A
1. Medaglia d'oro
2. 'A dolce vita
3. 'O sgarro
4. Spusalizio 'e marenaro
5. 'O puveriello
6. Amalia Santacroce

Lato B
1. Gennaro Spartivento
2. 'E brillante d' 'a Madonna
3. Passione eterna
4. 'E varchetelle
5. 'A grande artista
6. Sulitario